# Syr-Daria
Le Syr-Daria (en persan : sīrdaryā, سيردريا ; en ouzbek : Sirdaryo ; en kazakh: Сырдария, سىرداريا  ; en russe : Сырдарья ; en tadjik : Сирдарё ; retranscrit Syrdarya) est un fleuve d'Asie centrale, aussi connu sous le nom d'Iaxarte ou Jaxartes de son nom en grec ancien Ιαξάρτης, ou Sayḥūn (سَيْحون) en arabe moderne et dans la géographie du Moyen Âge arabo-musulman. C'est l'un des deux principaux cours d'eau du bassin endoréique de la mer d'Aral, l'autre étant l'Amou-Daria. À l’époque soviétique, de vastes projets d'irrigation ont été conduits autour des deux fleuves, détournant leur eau vers les terres agricoles et provoquant, pendant l'ère post-soviétique, la quasi-disparition de la mer d'Aral, autrefois le quatrième plus grand lac du monde.

## Histoire et étymologie

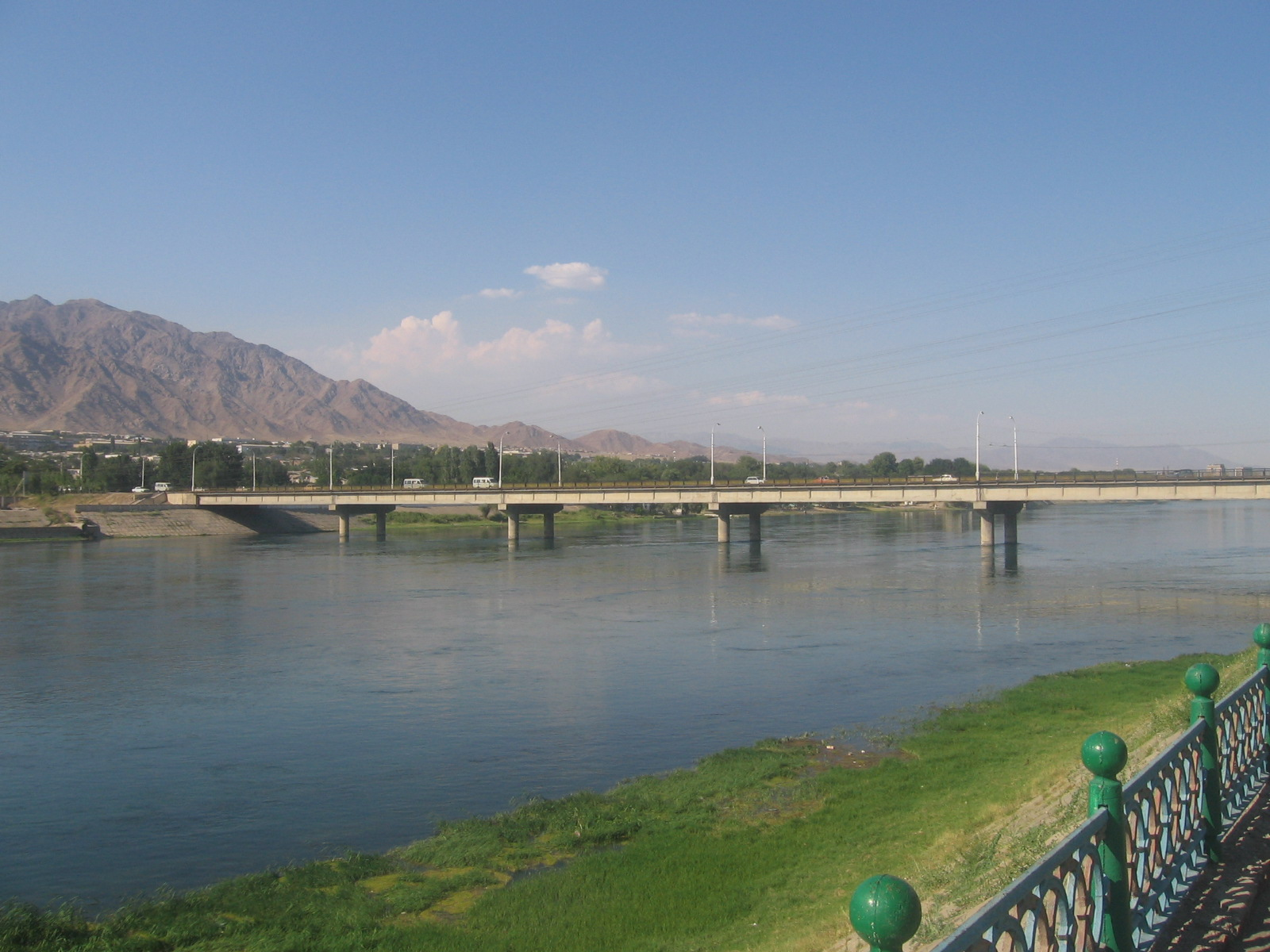
Un pont qui traverse le Syr-Daria au Tajikistan.

Le nom vient du persan et a longtemps été utilisé en Orient mais il est plus récent dans les écrits occidentaux : avant le XXe siècle, le fleuve était connu sous plusieurs versions de son ancien nom grec. Il délimitait la limite septentrionale des conquêtes d'Alexandre le Grand à la suite de la Bataille de Jaxartes. Ici fut fondée en 329 av. J.-C. la cité d'Alexandria Eschatè (mot à mot : « Alexandrie la plus lointaine ») alors une garnison permanente, aujourd'hui connue sous le nom de Khodjent.
Syr-Daria signifie fleuve jaune (darya : fleuve en persan).
Le delta du Syr-Darya, avec la petite mer d'Aral, est désigné site Ramsar depuis le 2 février 2012.

## Géographie
Ce fleuve endoréique possède deux sources dans la montagne de Tian Shan (« la montagne céleste » en mandarin) au Kirghizistan — le Naryn — et dans l'est de l'Ouzbékistan — le Kara-Daria. Il s'écoule sur plus de 2 212 km vers l'ouest puis le nord-ouest à travers le sud du Kazakhstan jusqu'à la mer d'Aral. Le long de sa route, il irrigue les cultures de coton les plus fertiles de toute l'Asie centrale, ainsi que les villes de Kokand, Khodjent, Kyzylorda et Turkestan.
Un important système de canaux, construits au XVIIIe siècle par les khans de Kokand, traverse les régions où coule le fleuve. Une expansion massive des canaux d'irrigation pendant l'ère soviétique pour l'irrigation des champs de coton fut la cause d'une catastrophe écologique dans la région. Le fleuve s'assèche bien avant d'atteindre la mer d'Aral, dont il reste peu de choses (par rapport à sa taille originelle).

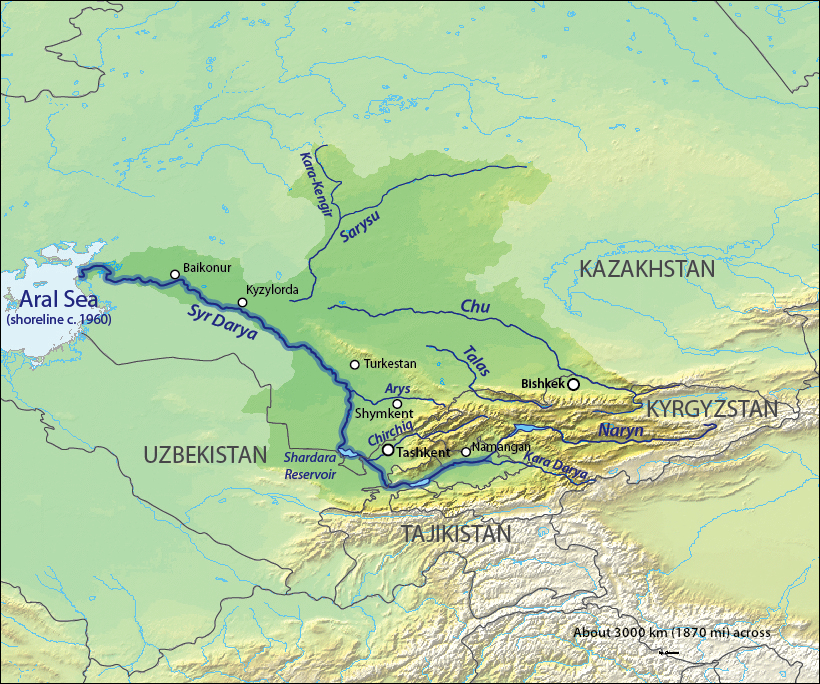
Bassin du Syr-Daria.
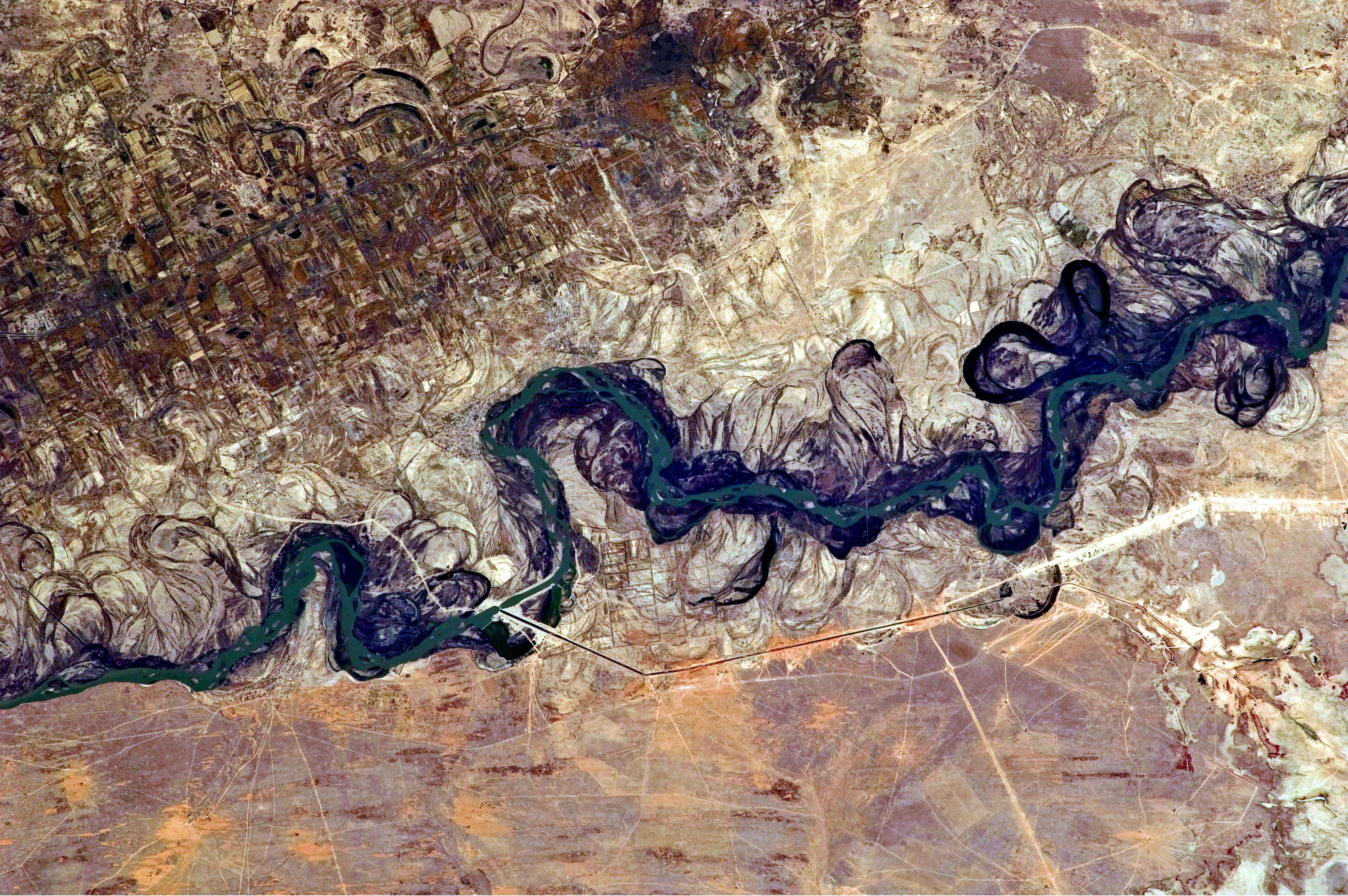
Lit majeur du Syr-Daria.
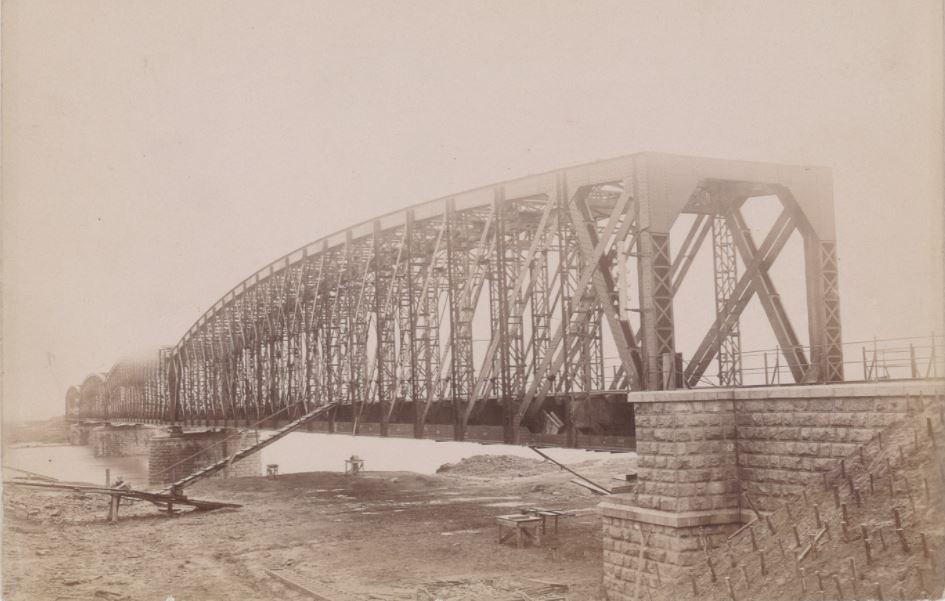
Pont sur le Syr Daria, construit et photographié en 1899, à environ 60 km au sud de Tachkent (photo Société de géographie).

## Analyse de l'eau
En raison des pollutions causées par l'exploitation de l'uranium au Kazakhstan dans le bassin du Syr-Daria depuis l'an 2000, des mesures de l'eau du Syr-Daria ont été réalisées en mai 2013 par des scientifiques de l'université d'Almaty et de l'université d'Helsinki (Finlande). Le niveau de concentration de l'uranium dans les eaux de surface varie entre 14 et 17 microgrammes par litre, soit autour de la limite recommandée par l'OMS pour l'eau potable fixée à 15 microgrammes par litre.